# Успенская церковь (Нови-Сад)
Успенская церковь (серб. Успенска црква) — православный храм Бачской епархии Сербской православной церкви в городе Нови-Сад в Сербии. Памятник культуры Сербии исключительного значения.
Первая церковь на этом месте была построена, вероятно, ещё в первых десятилетиях XVIII века. Строительство современной Успенской церкви велось с 1765 по 1774 год. По другим данным, строительство было окончено в 1776 году. Храм построен в стиле барокко и представляет собой однонефное сооружение с полукруглой апсидой и прямоугольными хорами. Над западным входом возвышается колокольня.
Иконостас церкви украшен резьбой работы братьев Арсения и Аксентия Марковичей. Иконы для иконостаса были написаны Янко Халкозовичем и его сыном Дмитрием Янковичем. Стены храмы расписаны Янко Халкозовичем, Йованом Поповичем и Василием Остоичем.
В 1968 году у церкви отобрали приходской дом, построенный в 1907 году. В середине 1970-х годов его снесли, а на этом месте построили новое здание Сербского национального театра. При этом, храмовая территория уменьшилась с 3880 м² до 1341 м².